# Maceió (kommun)
Maceió är en kommun i Brasilien.   Den ligger i delstaten Alagoas, i den östra delen av landet, 1 500 km nordost om huvudstaden Brasília. Antalet invånare är 932 608.
Följande samhällen finns i Maceió:
- Maceió